# 福島県道317号山口保原線
福島県道317号山口保原線（ふくしまけんどう317ごう やまぐちほばらせん）は、福島県福島市から伊達市に至る一般県道である。

## 概要
- 起点 : 福島市山口字三本松
- 終点 : 伊達市保原町磐前通
- 総延長 : 9.889km[1]
  - 実延長：総延長に同じ
- 路線認定年月日：1959年8月31日[2]

福島、伊達両市境付近は急カーブと急勾配の続く隘路であるため、大型車の通行が禁止されており、福島県道387号飯坂保原線等への迂回が必要である。

### 重用区間
- 福島県道387号飯坂保原線（伊達市保原町富沢字上平 - 同市保原町所沢字河部）

### 道路施設
御成橋
- 全長：18.2m
- 幅員：6.0（16.0）m
- 形式：PC単純プレテン床版桁橋
- 竣工：1998年度

福島市山口にて一級水系阿武隈川水系胡桃川を渡る。橋上は上下対向2車線で供用され、上下線両側に幅員3.5mの広い歩道が設置されている。著名な史跡である文知摺観音の門前に位置することから高欄が焦茶色に塗装され景観に配慮されている。総工費は1億5000万円。
富沢跨道橋
- 全長：16.0m
- 幅員：6.0(10.0)m
- 形式：PC単純プレテン中空床版桁橋
- 竣工：2002年度

伊達市保原町富沢字諏訪に位置し、伊達市道（旧保原町道4234号）を渡る。当路線のバイパス建設に伴い架橋された。総工費は8200万円。

## 通過する自治体
- 福島県
  - 福島市 - 伊達市

## 接続路線
- 福島市内
  - 国道115号（山口字三本松 起点）
- 伊達市内
  - 福島県道387号飯坂保原線 福島方面（保原町富沢字上平）
  - 福島県道318号上小国下川原線（保原町富沢字下川原）
  - 福島県道387号飯坂保原線 霊山方面（保原町所沢字河部）
  - 国道349号（磐前通 終点） - 下り（宮城方面）への一方通行である。

## 沿線
- 福島市立岡山小学校
- 文知摺観音堂
- ふくしま未来農業協同組合富成支店
- 富成郵便局
- 阿武隈急行 保原駅